# Farimaké
Farimaké è un comune rurale del Mali facente parte del circondario di Youwarou, nella regione di Mopti.